# Specavia
Specavia is een Russische luchtvaartmaatschappij met haar thuisbasis in Moskou.

## Geschiedenis
Specavia is opgericht in 2002.

## Vloot
De vloot van Specavia bestaat uit:(dec.2006)
- 3 Antonov AN-26(A)
- 1 Antonov AN-24ALK